# Khosro Haghgosha
Khosro Haghgosha (persisch خسرو حق‌گشا, * 5. Januar 1948; † 30. Oktober 2003 in Teheran) war ein iranischer Radrennfahrer.

## Sportliche Laufbahn
Haghgosha war im Straßenradsport und im Bahnradsport aktiv und Teilnehmer der Olympischen Sommerspiele 1972 in München. Im Mannschaftszeitfahren kam der Iran mit Khosro Haghgosha, Mohamed Khodavand, Gholam Hossein Koohi und Behrouz Rahbar auf den 32. Rang. Auf der Bahn schied er in der Einerverfolgung im Vorlauf aus. In der Mannschaftsverfolgung scheiterte der Vierer mit Khosro Haghgosha, Mohamed Khodavand, Gholam Hossein Koohi und Behrouz Rahbar in der Qualifikation.
Haghgosha nahm auch an den Olympischen Sommerspielen 1976 in Montreal teil. Im Mannschaftszeitfahren kam der iranische Straßenvierer mit Asghar Khodayari, Hassan Aryanfard, Khosro Haghgosha und Gholam Hossein Koohi auf den 24. Platz.
Bei den Asienspielen 1970 gewann er die Silbermedaille im Mannschaftszeitfahren und Bronze in der Mannschaftsverfolgung. Bei den Asienspielen 1974 holte Silber in der Mannschaftsverfolgung und Bronze in der Einerverfolgung.
Von 1978 an trainierte er für 13 Jahre die nationalen Radsportmannschaften des Iran. In den letzten Jahren seines Lebens war er als Mitglied des technischen Komitees des iranischen Radsportverbandes aktiv.